# When You're Strange
Pour plus de détails, voir Fiche technique et Distribution.
When You're Strange est un film documentaire américain écrit et réalisé par Tom DiCillo, sorti en 2010.
Ce film se concentre sur la création du groupe de rock The Doors et de leur carrière.

## Synopsis
Le documentaire, narré par Johnny Depp, retrace la carrière des Doors, de leur création à la mort de Jim Morrison, en la restituant dans le contexte de l'époque.

## Fiche technique
- Titre : When You're Strange
- Réalisation : Tom DiCillo
- Scénario : Tom DiCillo
- Photographie : Paul Ferrara
- Montage : Micky Blythe et Kevin Krasny
- Musique : The Doors
- Production : John Beug, Jeff Jampol et Peter Jankowski
- Sociétés de production : Wolf Films et Strange Films
- Sociétés de distribution : Rhino Entertainment (États-Unis), MK2 Diffusion (France)
- Pays de production : États-Unis
- Langue originale : anglais
- Format : couleur/noir et blanc
- Durée : 86 minutes
- Dates de sortie : 
  - États-Unis : 17 janvier 2009 (au Festival du film de Sundance)
  - États-Unis : 9 avril 2010
  - France : 9 juin 2010

## Distribution

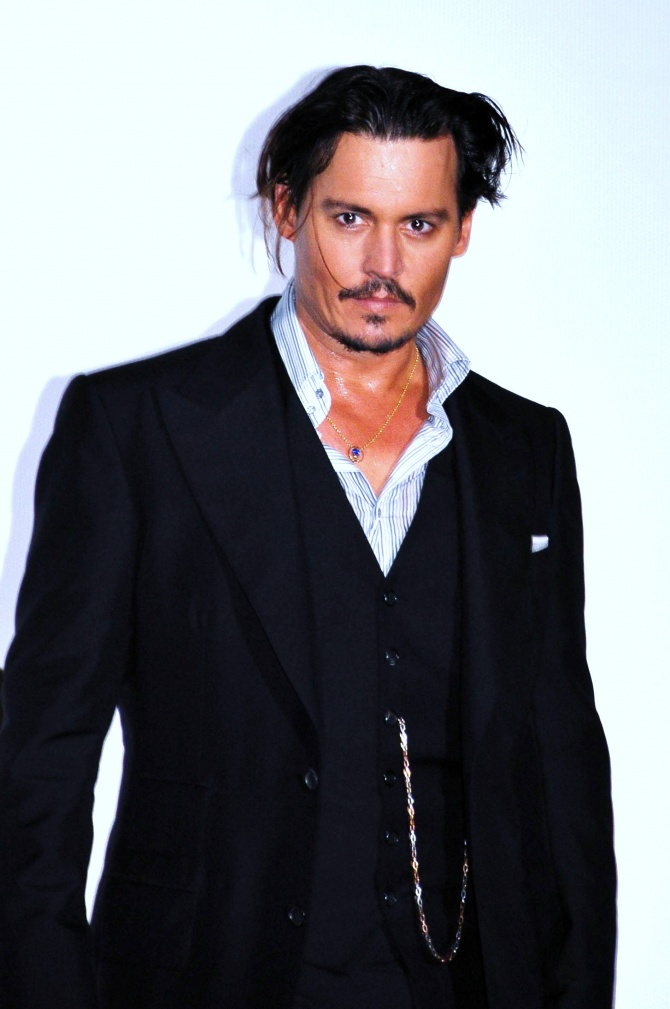
Johnny Depp en 2009, le narrateur du documentaire.

- Johnny Depp : le narrateur
- John Densmore : lui-même
- Robby Krieger : lui-même
- Ray Manzarek : lui-même
- Jim Morrison : lui-même
- Jim Ladd

## Distinctions
Récompense
"Best Long Form Music Video" à la cérémonie des Grammy Awards 2011
Nomination
Grand prix du jury au Festival du film de Sundance 2009